# Криволапотное
Криволапотное — деревня в Советском районе Кировской области в составе Ильинского сельского поселения. 

## География
Находится на расстоянии примерно 16 километров по прямой на юго-запад от районного центра города Советск.

## История
Известна с 1873 года как починок Криволапотный, где дворов 21 и жителей 237, в 1905 43 и 273, в 1926 (уже деревня) 38 и 194, в 1950 27 и 90, в 1989 году отмечено 6 жителей . 

## Население
Постоянное население составляло 10 человек (русские 100%) в 2002 году, 8 в 2010.